# Paul Gascoigne
Paul John Gascoigne (født 27. maj 1967 i Gateshead, England) er en tidligere engelsk fodboldspiller, der spillede en årrække som midtbanespiller på det engelske landshold, samt for forskellige engelske og europæiske klubber. Han var desuden kendt for sit problemfyldte privatliv, der ofte bragte ham i medierne, blandt andet på grund af hans alkoholisme.

## Klubkarriere
Gascoigne var på klubplan i starten af sin karriere tilknyttet de engelske hold Newcastle United og Tottenham Hotspur. Med sidstnævnte vandt han i 1991 FA Cuppen, inden han i 1992 skiftede til SS Lazio i Italien. Her tilbragte han to skuffende sæsoner inden han fik sin karriere tilbage på sporet i den skotske storklub Rangers F.C. Med klubben var Gascoigne med til at vinde to skotske mesterskaber og én pokaltitel, inden han i 1998 vendte tilbage til England, hvor han skrev kontrakt med Middlesbrough F.C. Efter to år hos Middlesbrough flyttede han til Everton F.C., der var hans sidste klub på topplan. Hans personlige problemer forhindrede ham i at fortsætte karrieren, og efter et skuffende ophold hos Burnley F.C. var han trods et par comeback-forsøg færdig som spiller.

## Landshold
Gascoigne nåede gennem sin karriere at spille 57 kampe og score 10 mål for Englands landshold, som han debuterede for i 1988 i en venskabskamp mod Danmark. Han var en del af den engelske trup der nåede semifinalerne ved VM i 1990, og var desuden en bærende kraft på holdet der ved EM i 1996 på hjemmebane ikke formåede at vinde titlen.

## Titler
FA Cup
- 1991 med Tottenham Hotspur

Scottish Premier League
- 1996 og 1997 med Rangers F.C.

Skotsk FA Cup
- 1996 med Rangers F.C.

## Privatliv
Gascoignes karriere blev ofte overskygget af hans turbulente privatliv. Han har flere gange modtaget behandling for alkoholisme, og er desuden gentagne gange blevet arresteret i forbindelse med sager om vold og slagsmål. Det heftige liv har også haft indflydelse på helbredet, og Gascoigne har indrømmet at han har lidt af blandt andet bulimi og mavesår.